# 巴巴拉·基斯特勒
巴巴拉·安娜·基斯特勒（英語：Barbara Anna Kistler；1955年11月21日—1993年1月）是瑞士毛派革命者，土耳其共产党/马列活动家和土耳其工农解放军成员。

## 生平
生于瑞士苏黎世。是反对隔离组织（Group Against Isolation）的成员，该组织当时试图在瑞士建立共产党。1980年，遇到在瑞士逃避军事政变的土耳其共产主义者。1986年与土共/马列的同情者接触。1991年5月19日，她与她的同志一起在伊斯坦布尔被捕。根据瑞士律师Marcel Bosonnet的说法，她被单独监禁了10天，遭到“残酷折磨”。9月16日被释放并返回瑞士，然后又到土耳其。她前往土耳其山区参加土耳其工农解放军的武装斗争。于1993年在通杰利省遇害。

## 参看
- 安德里亚·沃尔夫